# شهرستان راکینگهام (ویرجینیا)
شهرستان راکینگم، ویرجینیا (به انگلیسی: Rockingham County, Virginia) یک سکونتگاه مسکونی در ایالات متحده آمریکا است که در ویرجینیا واقع شده‌است.

## خصوصیات
شهرستان راکینگم ۲٬۲۰۹٫۲۷ کیلومترمربع مساحت دارد.